# 王氏黑藓
王氏黑藓（学名：Andreaea wangiana）为黑藓科黑藓属下的一个种。